# Sagrat Cor de Maria d'Olot
El Sagrat Cor de Maria d'Olot és una església d'Olot (Garrotxa) protegida com a bé cultural d'interès local.

## Descripció
La façana oest i nord estan adossades al col·legi del mateix nom. La porta de la façana està formada per un arc de mig punt sostingut per dues columnes amb capitell. Sobre aquesta porta, i sota l'arc, hi ha un cor, una finestra quadrada i al damunt un crismó.
La façana acaba amb un frontó amb motius de decoració geomètrics. A l'exterior de les naus laterals hi ha una finestra petita circular i a sobre un arc de mig punt.

## Història
Constitueix un exemple de l'ús del romànic en els edificis de tipus religiós d'acord amb la reacció medievalista de caràcter progressista, apareguda en l'arquitectura catalana a mitjans de segle xix, tendència representada sobre tot per Elies Rogent, a qui es deu l'edifici de la universitat de Barcelona (1863-1872) que serveix de pauta de referència per a aquesta capella i altres edificis similars a Olot.